# 廟街故事
《廟街故事》是一部於1995年上映的香港電影，由鄭伊健、吳倩蓮、葛民輝領銜主演，內容圍在廟街長大的阿廟繞著的故事。

## 故事大綱
香港廟街，有一個自幼在那裏長大的阿廟，他自小的父親被當街砍死，他有一個很好的朋友叫螃蟹。
他生日那天去了深圳放煙火，結識了小篆。當天，有一些小混混在騷擾她，阿廟為了幫他，幫她殺死那些小混混，卻因此被判入獄四年。
四年後，阿廟出獄，小篆也成了電台Dj，兩人的好感也提升，但是，螃蟹卻遇上人生中的大敵—箭豬，箭豬心狠手辣，不擇手段，他有一個頭馬，他是一個黑警-光哥。
阿廟去了小篆父親公司工作，但是小篆父親的下屬也不擇手段，並和箭豬一起陷害阿廟，到底阿廟可以逃過一劫嗎？

## 人物角色
| 演員   | 角色     | 備註                                                                 | 粵語配音 |
| 鄭伊健 | 黃廟     | 在廟街長大 小篆男友 螃蟹好友 箭豬天敵 最后因殺害箭豬而被捕           | 鄭伊健   |
| 葛民輝 | 螃蟹     | 黃廟好友 箭豬天敵 最后因和黃廟一起殺害箭豬而被捕                     | 葛民輝   |
| 吳倩蓮 | 小篆     | 黃廟女友 最后因KY逼警察送走黃廟而打傷其                              | 林姍姍   |
| 羅莽   | 箭豬     | 本片終極大反派 黑幫頭目 心狠手辣 黃廟和螃蟹天敵 最后被黃廟和螃蟹槍殺 | 張炳強   |
| 黃光亮 | 光哥     | 本片反派 交通警 箭豬好友 最后被螃蟹毆打至重傷                        | 黃光亮   |
| 王書麒 | KY       | 本片大反派 小篆父親下屬 不擇手段 和箭豬勾結 最后被小篆毆打           | 潘文柏   |
| 宋本中 | 輪王     | 螃蟹手下                                                             | 郭志權   |
| 朱咪咪 | 珮夫人   | 黃廟之母                                                             | 黃鳳英   |
| 劉曉彤 |          |                                                                      |          |
| 黎應就 | 西米撈   | 黃廟繼父，與其不和，后和好                                           | 高翰文   |
| 張同祖 | 小篆父親 |                                                                      | 周志輝   |
| 吳志雄 | 黃廟生父 | 在黃廟小時侯被仇家砍死，臨死前呼籲黃廟不要加入黑社會                 | 周志輝   |

## 外部連結
- Yahoo奇摩電影上《廟街故事》的資料（繁體中文）
- 開眼電影網上《廟街故事》的資料（繁體中文）
- 豆瓣电影上《廟街故事》的資料 （简体中文）
- 时光网上《廟街故事》的資料（简体中文）
- AllMovie上《廟街故事》的资料（英文）
- 爛番茄上《廟街故事》的資料（英文）
- 香港影庫上《廟街故事》的資料（繁體中文）
- 互联网电影数据库（IMDb）上《廟街故事》的资料（英文）